# جون فيرغسون (صحفي رياضي)
جون فيرغسون (بالإنجليزية: John Ferguson)‏ هو صحفي رياضي أمريكي، ولد في 1919 في لويزيانا في الولايات المتحدة، وتوفي في 17 ديسمبر 2005.